# Hôtel des postes de Saintes
L’hôtel des postes (ou Poste centrale) est le principal bureau de poste de la ville de Saintes, dans le département français de la Charente-Maritime. 
Cet édifice au style composite, œuvre des architectes Balley et Grizet, est achevé en 1925. Dominant le cours National, il se compose d'un corps de bâtiment de deux étages flanqués de deux ailes symétriques en léger ressaut. 
La partie supérieure de l'édifice se caractérise par la richesse de son ornementation, faisant intervenir balcons à balustres, médaillons frappés des initiales de la république (RF pour République française), oculi, cornes d'abondance, frises et pots-à-feu (élément d'architecture représentant un vase d'où émergent des flammes stylisées).
Ses proportions et le vocabulaire iconographique employé en font un archétype de l'architecture civile sous la Troisième République.

## Histoire
Si un relais de poste existe à Saintes depuis au moins le XVIIIe siècle, ce n'est que sous le Second Empire que la ville se dote d'une véritable agence postale. Celle-ci est aménagée dans un immeuble du Cours national, mais celui-ci ne tarde pas à se révéler à la fois peu pratique et insalubre : en l'espace de quelques années, plusieurs employés contractent ainsi la tuberculose. L'état de la structure en elle-même n'est guère rassurant, le plancher menaçant de s'effondrer (un client de l'agence passera effectivement à travers le plancher en 1922).
Afin de remédier au plus vite à une situation devenant de plus en plus préoccupante, l'architecte Félicien Balley se propose de construire un nouvel immeuble et de le louer ensuite à l'État. La proposition est acceptée par le ministre des Postes et Télégraphes Louis Malvy et les travaux débutent dans le courant de l'année 1913. Le déclenchement de la Première Guerre mondiale met cependant provisoirement un terme au chantier. 
À la surprise générale, Balley refuse de reprendre le chantier une fois la paix revenue, à la grande fureur du conseil municipal. Il faudra l'intervention de l'État (qui se porte acquéreur de l'immeuble en 1920) et le concours de l'architecte Grizet pour que l'édifice soit enfin achevé cinq ans plus tard. Son inauguration officielle intervient le 8 août 1925, en présence du maire Fernand Chapsal et du ministre du Commerce et des PTT Charles Chaumet.
À l'origine, les services sont aménagés sur trois niveaux : au rez-de-chaussée, les guichets de l'agence postale et le centre de tri du courrier ; au premier étage les services du téléphone et du télégraphe et au second étage les appartements du receveur.